# باکئل

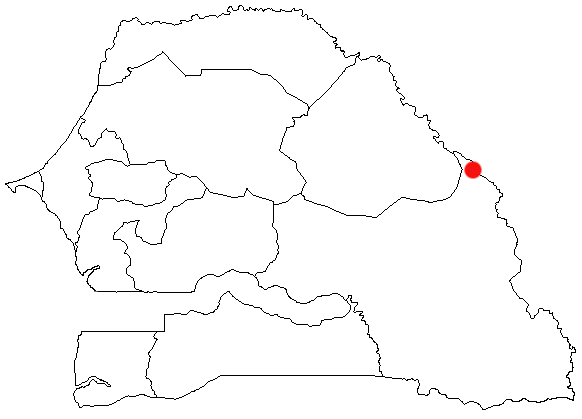
منطقه مسکونی در سنگال

باکئل (به لاتین: Bakel) یک منطقهٔ مسکونی در سنگال است که در بخش باکل واقع شده‌است. باکئل ~۱۵٬۰۰۰ نفر جمعیت دارد.